# 649
Cette page concerne l'année 649  du calendrier julien. Pour l'année 649 av. J.-C., voir 649 av. J.-C.
L'année 649 est une année commune qui commence un jeudi.

## Événements

### Asie
- En Chine, création du royaume de Damengguo par Xinuluo, dans l'actuelle province du Yunnan, à l'origine du royaume de Nanzhao[1].
- Au Japon, coup d’État manqué contre les réformes de Naka no Ôe[2]. Les réformes de l’ère Taika aboutissent à la création d’une administration en huit départements[3].

- Prise de Persépolis (Istakhr) par les musulmans (ou 648)[4].

### Europe
- 22 janvier : élection de Receswinthe, roi des Wisigoths, associé à son père Chindaswinth (fin de règne en 672)[5].
- 5 juillet[6] : début du pontificat de Martin Ier (fin en 654)[7].
- 5-31 octobre[8] : réunion d'un grand synode au palais du Latran à Rome qui condamne les thèses du monothélisme soutenues par les empereurs Héraclius Ier (Ecthèse) et Constant II (Typos), en approuvant le point de vue de Maxime le Confesseur[9].

- Le roi Franc Clovis II épouse Bathilde, une esclave anglo-saxonne. Elle aura une influence importante à la cour[10].
- La flotte du gouverneur arabe de Syrie Mu'awiyya pille l'île de Chypre[9].

## Décès en 649
- 8 février : Paul de Verdun, évêque de Verdun.
- 14 mai : Théodore Ier, pape[11].
- 10 juillet : Taizong, empereur de Chine[12].
- 3 décembre : Birinus, premier évêque de Dorchester, évangélisateur du Wessex.